# Rangers de Texas (policía)
Los rangers de Texas (en inglés y oficialmente Texas Ranger Division, popularmente Texas Rangers) son un cuerpo especial de agentes del Departamento de Seguridad Pública de Texas, Estados Unidos. En la actualidad, es una agencia de investigación estatal del estado de Texas, mientras que como fuerza del orden público, sirve de apoyo en situaciones de emergencia bajo el control de la policía local o los sheriffs en todo el estado. También se desempeña como agencia de seguridad fronteriza (en la frontera entre Texas y México) y cuenta con expertos en negociación de rehenes.

## Historia

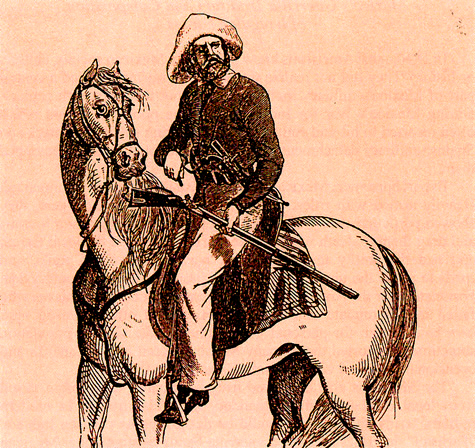
Dibujo de un Ranger de Texas de mediados del.

Sus orígenes datan de 1835 en el estado mexicano de Coahuila y Texas, en una reunión vecinal en la víspera de la Revolución de Texas realizada por el pionero y colonizador Stephen F. Austin para proteger a los habitantes de los ataques comanches y apaches. El primer grupo de los rangers de Austin data de 1823, y sólo contaba con diez miembros. En 1835, cuando su condición ya fue considerada oficial, los rangers tenían tres compañías equipadas de 100 hombres. Su arma característica era el revólver de seis tiros. También utilizaban rifles, lazos y cuchillos curvos, y pronto comenzaron a adiestrarse en rastreo y lucha. De ellos se decía que “cabalgaban como los mexicanos, disparaban como los hombres de Tennessee y peleaban como el mismísimo diablo”.
Después de la guerra civil estadounidense creció el número de rangers, y desempeñaron un importante papel en las guerras fronterizas de 1870, combatiendo en todos los campos a los indios y a los mexicanos proscritos, así como a los bandidos. En 1874 los rangers de Texas fueron reorganizados en seis compañías de setenta y cinco miembros cada una, y contribuyeron de un modo decisivo para que Texas recobrara la paz. A finales del siglo XIX su contribución en la lucha contra ladrones de caballos y cuatreros fue definitiva.

## En la cultura popular
La división de los rangers de Texas ganó popularidad en los años 1990, con la transmisión de la serie Walker, Ranger de Texas, protagonizada por Chuck Norris y Clarence Gilyard, que alcanzó fama mundial (además de las dos películas derivadas, Walker Texas Ranger 3: Deadly Reunion, 1994; y Walker, Texas Ranger: Trial by Fire, 2005). Adicionalmente, fue el tema principal del wéstern Texas Rangers (2001) y el contexto histórico de los protagonistas de la miniserie de televisión Lonesome Dove (1989), protagonizada por Robert Duvall y Tommy Lee Jones, y sus secuelas (Return to Lonesome Dove, Streets of Laredo, Dead Man's Walk y Comanche Moon).